# Глух, Иван Васильевич
Иван Васильевич Глух (укр. Іван Васильович Глух; род. 11 августа 1950 года, с. Скородный Нижне-Устрицкого района Дрогобычской области Украинской ССР) — украинский политический деятель, депутат Верховной рады Украины II созыва (1994—1998).

## Биография
Родился 11 августа 1950 года в селе Скородный Нижне-Устрицкого района Дрогобычской области Украинской ССР (ныне в Бещадском повяте Подкарпатского воеводства Польши).
В 1969 году окончил Никопольский сельскохозяйственный техникум, после окончания института работал инженером Днепропетровского областного управления мелиорации и водного хозяйства.
С 1973 года работал главным инженером, затем начальником комбината коммунальных предприятий в посёлке городского типа Доманёвка Николаевской области.
В 1980 году окончил Херсонский сельскохозяйственный институт.
С 1986 года был председателем правления колхоза (с 1993 — коллективное сельскохозяйственное предприятие) «Колос» Доманёвского района Николаевской области.
В 1993 году окончил Одесский государственный университет имени И. И. Мечникова.
Член Селянской партии Украины.
На парламентских выборах 1994 года был избран народным депутатом Верховной рады Украины II созыва от Доманёвского избирательного округа № 290 Николаевской области. В парламенте был членом Комитета по вопросам агропромышленного комплекса, земельных ресурсов и социального развития села, входил в состав фракции Аграрной партии Украины.
С сентября 1997 по март 1999 года был помощником премьер-министра Украины, с марта 1999 по март 2000 года являлся заместителем председателя Комитета по вопросам садоводства, виноградарства и винодельческой промышленности, затем — первым заместителем председателя государственного концерна садоводства, виноградарства и винодельческой промышленности Украины.
Женат, сыновья Олег (1976) и Дмитрий (1985).